# Меріен Кронін
Меріен Єва Кронін ( /mɛɹiˈæn kɹɒnɪn/ ; 1990 р.н.) — романістка та імпровізаторка-комедіантка. Її дебютний роман «Сто років Ленні та Марґо» (2021) отримав премію Alex Award.

## Дитинство та освіта
Кронін народилася в ірландській родині та виросла у Кенілворті, Ворикшир. Її батьки-атеїсти записали доньку до католицької школи, щоб заспокоїти її дідуся та бабусю. Кронін навчалася у Ланкастерському університеті та здобула ступінь доктора філософії з прикладної лінгвістики в Бірмінгемському університеті.

## Кар'єра
Кронін написала свій дебютний роман, коли здобувала ступінь магістра та доктора філософії. 2019 року видавництво Даблдей перекупило права на цей роман. Видавництво Harper Perennial отримало подальші права, завдяки яким у травні 2021 року вийшов роман «Сто років Ленні та Марґо». Події роману розгортаються в Глазго, і він описує міжпоколіннєву дружбу між головною героїнею Ленні Петерсон, 17-річною дівчиною з невиліковною хворобою, та 83-річною Марго Макрей Джеймс. Енн Коутс із The Arbuturian порівняла його з фільмом Емми Гілі «Елізабет пропала». Книжка «Сто років Ленні та Марґо» потрапила до списку Книжкового клубу «Річард&aДжуді» і здобула премію Alex. Повідомляється, що його також відібрали для екранізації.
Далі вийшов другий роман Кронін «Едді Вінстон шукає кохання» 2024 року який вона почала писати у 2021 році. У романі розповідається про міжпоколіннєву дружбу між 90-річним Едді, який так і не знайшов кохання, та 24-річною нещодавно овдовілою Беллою. Наприкінці 2024 року роман «Едді Вінстон шукає кохання» ввійшов до списку найкращих книг журналу People.

### Переклади українською
2022 року у видавництві «Віват» вийшов український переклад роману «Сто років Ленні та Марґо». Перекладачка — Юлія Шекет.

## Нагороди
| рік      | Нагорода     | Категорія | Назва                   | Результат | посилання |
| -------- | ------------ | --------- | ----------------------- | --------- | --------- |
| 2022 рік | Премія Алекс | —         | Сто років Ленні і Марго | Переміг   | [ 11 ]    |